# Book type

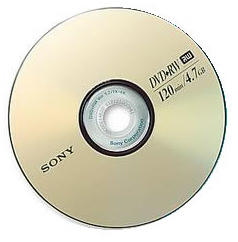
DVD-диск

Book type — поле из четырёх бит в начале каждого DVD-диска, которое указывает на физический формат диска. Многие устройства используют это поле, чтобы определить, какой это диск и как его надо воспроизводить.

## Возможные значения
Каждый из 4 бит раздела Book type может принимать 2 значения (0 или 1), следовательно, существует 16 возможных значений Book type. Тем не менее, только 8 из них используется на практике:
| Десятичное значение | Двоичное значение | Формат DVD                      | Стандарт Ecma | Комментарии                                                   |
| ------------------- | ----------------- | ------------------------------- | ------------- | ------------------------------------------------------------- |
| 0                   | 0000              | DVD-ROM (pressés et non gravés) | 267           | Одно- и двухслойные диски используют один и тот же Book type. |
| 1                   | 0001              | DVD-RAM                         | 272           |                                                               |
| 2                   | 0010              | DVD-R                           | 279           | Одно- и двухслойные диски используют один и тот же Book type. |
| 2                   | 0010              | DVD-R DL                        |               | Одно- и двухслойные диски используют один и тот же Book type. |
| 3                   | 0011              | DVD-RW                          | 338           |                                                               |
| 4                   | 0100              | не назначен                     |               |                                                               |
| 5                   | 0101              | не назначен                     |               |                                                               |
| 6                   | 0110              | не назначен                     |               |                                                               |
| 7                   | 0111              | не назначен                     |               |                                                               |
| 8                   | 1000              | не назначен                     |               |                                                               |
| 9                   | 1001              | DVD+RW                          | 337           |                                                               |
| 10                  | 1010              | DVD+R                           | 349           |                                                               |
| 11                  | 1011              | не назначен                     |               |                                                               |
| 12                  | 1100              | не назначен                     |               |                                                               |
| 13                  | 1101              | DVD+RW DL                       |               |                                                               |
| 14                  | 1110              | DVD+R DL                        |               |                                                               |
| 15                  | 1111              | не назначен                     |               |                                                               |

## Проблемы совместимости
Одной из распространенных причин проблем с совместимостью является неспособность устройства распознать Book type: плеер, даже будучи в состоянии прочесть диск, просто игнорирует формат незнакомого типа. Она часто наблюдается на устройствах, которые были изготовлены до того, как конкретный Book type был определён и утверждён. Большинство DVD-плееров, сделанныx до середины 2004 года, могут испытавать такие проблемы. На DVD-R, DVD-RW дисках возможно изменение значения Book type для того, чтобы обмануть старые устройства; данный приём известен как bitsetting.
Если у дисков DVD+R Book Тype прописывается приводом и при наличии подходящей прошивки данному параметру может быть присвоено любое значение, то у DVD-R это поле «пропечатывается» ещё при изготовлении диска и впоследствии изменено быть не может. Следовательно, наиболее совместимым с универсальными проигрывателями форматом на сегодня является DVD+R с изменённым при записи Book Type. Установив значение Book Type в 0, можно «замаскировать» диск под DVD-ROM, тем самым сведя возможную несовместимость к минимуму.